# Abd-Al·lah ibn Àhmad as-Sulamí
Abd-Al·lah ibn Àhmad as-Sulamí fou un governador o ostikan d'Armènia, de la tribu dels Banu Sulaym, del grup qaisita. Era fill del governador de Mossul i Armènia Àhmad ibn Yazid ibn Ussayd as-Sulamí (796-797) i net del governador Yazid ibn Ussayd as-Sulami (753-755, 759–767/770 i 774/775–778/780).
Va governar dues vegades (825-826 i 829) i al-Yaqubí el considera un governador poc eficient.
El seu fill Yazkan ibn Abd-Al·lah as-Sulami fou un militar àrab que va lluitar contra els romans d'Orient i fou ferit en la batalla de Sosopetra (Zibatra) el 876.